# Йонекура Кокі
Кокі Йонекура (яп. 米倉 恒貴, нар. 17 травня 1988, Тіба) — японський футболіст, півзахисник, захисник клубу «Гамба Осака».
Виступав, зокрема, за клуб «ДЖЕФ Юнайтед», а також національну збірну Японії.

## Клубна кар'єра
Народився 17 травня 1988 року в місті Тіба. Вихованець футбольної команди школи Yachiyo High School.
У дорослому футболі дебютував 2008 року виступами за команду клубу «ДЖЕФ Юнайтед», в якій провів шість сезонів, взявши участь у 139 матчах чемпіонату. Більшість часу, проведеного у складі «ДЖЕФ Юнайтед», був основним гравцем команди.
До складу клубу «Гамба Осака» приєднався 2014 року. Відтоді встиг відіграти за команду з Осаки 76 матчів в національному чемпіонаті.

## Виступи за збірну
У 2015 році дебютував в офіційних матчах у складі національної збірної Японії. Наразі провів у формі головної команди країни 2 матчі.
| Дата       | Місто   | Господарі | Результат | Гості  | Турнір             | Голи | Примітки |
| ---------- | ------- | --------- | --------- | ------ | ------------------ | ---- | -------- |
| 9-8-2015   | Ухань   | КНР       | 1 – 1     | Японія | Кубок Східної Азії | 0    |          |
| 13-10-2015 | Тегеран | Іран      | 1 – 1     | Японія | товариський матч   | 0    |          |
| Усього     |         | Матчів    | 2         |        | Голів              | 0    |          |

## Титули і досягнення
- Чемпіон Японії: 2014
- Володар Кубка Імператора Японії: 2014, 2015
- Володар Кубка Джей-ліги: 2014
- Володар Суперкубка Японії: 2015